# Thinking of You
«Thinking of You» — третій сингл другого студійного альбому американської поп-співачки Кеті Перрі — One of the Boys. В США сингл вийшов 12 січня 2009. Пісня написана Кеті Перрі; спродюсована Бутчем Вокером. До пісні зняли два музичних відео: перше вийшло у травні 2008, друге офіційне відео вийшло у грудні 2008 і було зрежисоване Melina Matsoukas.

## Музичне відео
До пісні зняли два музичних відео.
Перше вийшло в травні 2008. Друге, офіційне, вийшло 23 грудня 2008. Відеокліп зрежисовано Меліною Матсоукас (Melina Matsoukas).

## Список композицій
- Промо-CD-сингл для Великої Британії[1]

1. «Thinking of You» (radio edit) — 3:58
2. «Thinking of You» (album version) — 4:08
3. «Thinking of You» (live acoustic) — 4:51
4. «Thinking of You» (instrumental) — 4:13

- Європейський CD-сингл[1][2]

1. «Thinking of You» (album version) — 4:09
2. «Thinking of You» (live acoustic) — 4:51

## Чарти
Тижневі чарти
| Чарт (2009)                               | Місце |
| ----------------------------------------- | ----- |
| Australian Singles Chart                  | 34    |
| Austrian Singles Chart                    | 18    |
| Belgium (Ultratop 50 Flanders) (Фландрія) | 9     |
| Belgium (Ultratop 50 Wallonia) (Валлонія) | 14    |
| Brazil (Brasil Hot 100 Airplay)           | 1     |
| Canada (Canadian Hot 100)                 | 24    |
| Czech Republic (Rádio Top 100)            | 12    |
| European Hot 100 Singles                  | 20    |
| France French Singles Chart               | 11    |
| Germany German Singles Chart              | 19    |
| Irish Singles Chart                       | 38    |
| Italian Singles Chart                     | 14    |
| Netherlands Dutch Top 40                  | 18    |
| Slovakia (Rádio Top 100)                  | 37    |
| Swedish Singles Chart                     | 29    |
| Swiss Singles Chart                       | 45    |
| UK Singles (Official Charts Company)      | 27    |
| US Billboard Hot 100                      | 29    |
| US Adult Contemporary (Billboard)         | 26    |
| US Adult Top 40 (Billboard)               | 11    |
| US Mainstream Top 40 (Billboard)          | 17    |

## Продажі
| Країна                       | Сертифікація (таблиця продажів та сертифікатів) | Продажі    |
| ---------------------------- | ----------------------------------------------- | ---------- |
| Бразилія (Pro-Música Brasil) | Платина                                         | +100,000   |
| Канада (CRIA)                | Платина                                         | +80,000    |
| США (RIAA)                   | Платина                                         | +1,100,000 |

## Історія релізів
| Регіон          | Дата            | Формат                           |
| --------------- | --------------- | -------------------------------- |
| США             | 12 січня 2009   | Mainstream radio                 |
| США             | 10 лютого 2009  | Hot AC radio                     |
| Німеччина       | 20 лютого 2009  | CD-сингл                         |
| Світ            | 24 лютого 2009  | Цифровий мініальбом із реміксами |
| Велика Британія | 9 березня 2009  | Цифрове завантаження та CD-сингл |
| Австралія       | 14 березня 2009 | CD-сингл                         |
| Франція         | 30 березня 2009 | CD-сингл                         |